# Paradisfugle
Paradisfugle (Paradisaeidae) er en familie af spurvefugle. De er temmelig nært beslægtet med kragefuglene, men findes kun i skovklædt højland på f.eks Molukkerne, Ny Guinea og i det nordøstlige Australien. Paradisfuglene er kendt for deres spektakulære og farverige fjerdragt. Papua Ny Guineas flag prydes af raggiana-paradisfuglen. Nogle arter af paradisfugle er truede grundet de eftertragtede fjer.

## Slægter og arter
Der findes omkring 40 arter af paradisfugle, fordelt på 15 slægter. Familien menes at tilhøre samme udviklingslinje som f.eks. kragefuglene, nemlig parvordnen Corvida.
- Slægt: Lycocorax
  - Paradiskrage Lycocorax pyrrhopterus
- Slægt: Manucodia
  - Sort manukode Manucodia ater
  - Jobimanukode Manucodia jobiensis
  - Grøn manukode Manucodia chalybatus
  - Krøltoppet manukode Manucodia comrii
- Slægt: Phonygammus
  - Trompetérmanukode Phonygammus keraudrenii
- Slægt: Semioptera
  - Vimpelparadisfugl Semioptera wallacii
- Slægt: Paradigalla
  - Langhalet lappeparadisfugl Paradigalla carunculata
  - Korthalet lappeparadisfugl Paradigalla brevicauda
- Slægt: Epimachus
  - Sort seglnæb Epimachus fastuosus
  - Brun seglnæb Epimachus meyeri
- Slægt: Drepanornis
  - Sortnæbbet seglnæb Drepanornis albertisi
  - Lysnæbbet seglnæb Drepanornis bruijnii
- Slægt: Lophorina
  - Kraveparadisfugl Lophorina superba
- Slægt: Parotia
  - Parotia Parotia sefilata
  - Hvidkronet parotia Parotia carolae
  - Bronzeparotia Parotia berlepschi
  - Korthalet parotia Parotia lawesii
  - Brunbørstet parotia Parotia helenae
  - Langhalet parotia Parotia wahnesi
- Slægt: Ptiloris
  - Pragt-riffelfugl Ptiloris magnificus
  - Paradis-riffelfugl Ptiloris paradiseus
  - Cardwell-riffelfugl Ptiloris victoriae
  - Østlig riffelfugl Ptiloris intercedens
- Slægt: Diphyllodes
  - Pragt-paradisfugl Diphyllodes magnificus
  - Raja Ampat-paradisfugl Diphyllodes respublica
- Slægt: Cicinnurus
  - Kongeparadisfugl Cicinnurus regius
- Slægt: Astrapia
  - Arfak paradisskade Astrapia nigra
  - Pragt-paradisskade Astrapia splendidissima
  - Båndhalet paradisskade Astrapia mayeri
  - Spatelhalet paradisskade Astrapia stephaniae
  - Huon-paradisskade Astrapia rothschildi
- Slægt: Pteridophora
  - Vimpelbærer Pteridophora alberti
- Slægt: Seleucidis
  - Tolvtrådet paradisfugl Seleucidis melanoleuca
- Slægt: Paradisaea
  - Lille paradisfugl Paradisaea minor
  - Stor paradisfugl Paradisaea apoda
  - Raggiana-paradisfugl Paradisaea raggiana
  - Gråbrystet paradisfugl Paradisaea decora
  - Rød paradisfugl Paradisaea rubra
  - Kejserparadisfugl Paradisaea guilielmi
  - Blå paradisfugl Paradisaea rudolphi

## Arter der tidligere kaldtes Paradisfugle
Tre arter kaldes nu i stedet silkefugle, nemlig gulbuget silkefugl (Loboparadisea sericea), blåsort silkefugl (Cnemophilus loriae) og sortbrystet silkefugl (Cnemophilus macgregorii). Desuden har arten orangelappet honningæder (Macgregoria pulchra) tidligere tilhørt paradisfuglenes, men placeres nu blandt honningædere. Placeringen af lille melampitta (Melampitta lugubris) og stor melampitta (Melampitta gigantea) er usikker (eller på latin: incertae sedis).